# Гоноратовка
Гоноратовка (укр. Гоноратівка) — село в Рогатинской городской общине Ивано-Франковского района Ивано-Франковской области Украины.
Население по переписи 2001 года составляло 117 человек. Занимает площадь 2,615 км². Почтовый индекс — 77043. Телефонный код — 03435.